# 小行星4916
小行星4916（4916 Brumberg）是一颗绕太阳运转的小行星，为主小行星带小行星。该小行星于1970年8月10日发现。

## 轨道参数
小行星4916的轨道半长轴为3.0450885 UA，离心率为0.090。